# Kolejny krok (album Paprika Korps)
Kolejny krok – pierwszy album studyjny zespołu Paprika Korps, nagrany w czerwcu 1999 w studio Czad, wydany na kasecie w listopadzie tego samego roku (wydawca: W Moich Oczach). W 2005 wydana została na CD wersja zremasterowana w warszawskim studio Jarka Smaka (wydawca: Karrot Kommando). Realizacją albumu zajmował się Sławomir Mizerkiewicz.

## Lista utworów
1. „Tam-tam Intro” (2:23)
2. „Let Me Know” (3:26)
3. „Triolki” (2:58)
4. „From Soul to Soul” (5:21)
5. „Instrumental” (2:56)
6. „Rewolucja” (4:18)
7. „Poprzez Babilonu mur” (2:29)
8. „Za nami” (4:18)
9. „Strange Dub” (5:59)